# Rachid Lamdouar
Rachid Lamdouar (رشيد المدور en arabe) est né le 28 février 1964 à Casablanca. C'est un homme politique marocain.

## Parcours universitaire
Titulaire d'une DES ès-Sciences Islamiques de l'université Dar al-Hadith el Hassania, Rachid Lamdouar est également licencié ès Littérature et ès droit public.

## Ses différents mandats
Rachid Lamdouar siège à la chambre des représentants au titre de trois législatures depuis 1997. Il a en effet été réélu deux fois, en 2002 et en 2007.
En 2008, il a été désigné comme membre du Conseil Constitutionnel par le président du Parlement, laissant ainsi son siège de député vacant.
Il a également appartenu au bureau de la chambre des représentants et a été le vice-président de cette assemblée entre 2002 et 2004.

## Appartenance politique
Rachid Lamdouar est le vice-président du groupe parlementaire PJD. Membre du secrétariat général de ce même parti entre 1997 et 1999, il appartient également à sa commission politique et à son organisation d'arbitrage.

## Travaux
- Règlement intérieur de la chambre des représentants: étude et commentaire (2005)
- Le travail parlementaire au Maroc (2006).